# Vismia lehmannii
Vismia lehmannii är en johannesörtsväxtart som beskrevs av Georg Hans Emmo Emo Wolfgang Hieronymus. Vismia lehmannii ingår i släktet Vismia och familjen johannesörtsväxter. Inga underarter finns listade i Catalogue of Life.